# Bi Yan
Bi Yan (17 de fevereiro de 1984) é uma futebolista chinesa que atua como meia.

## Carreira
Bi Yan integrou o elenco da Seleção Chinesa de Futebol Feminino, nas Olimpíadas de 2008.